# 蓬萊社

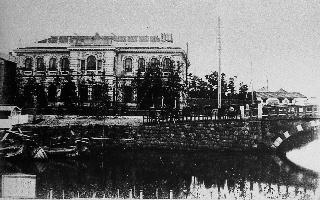
蓬萊社本社　現在の銀座8丁目13番 銀座三井ビル付近

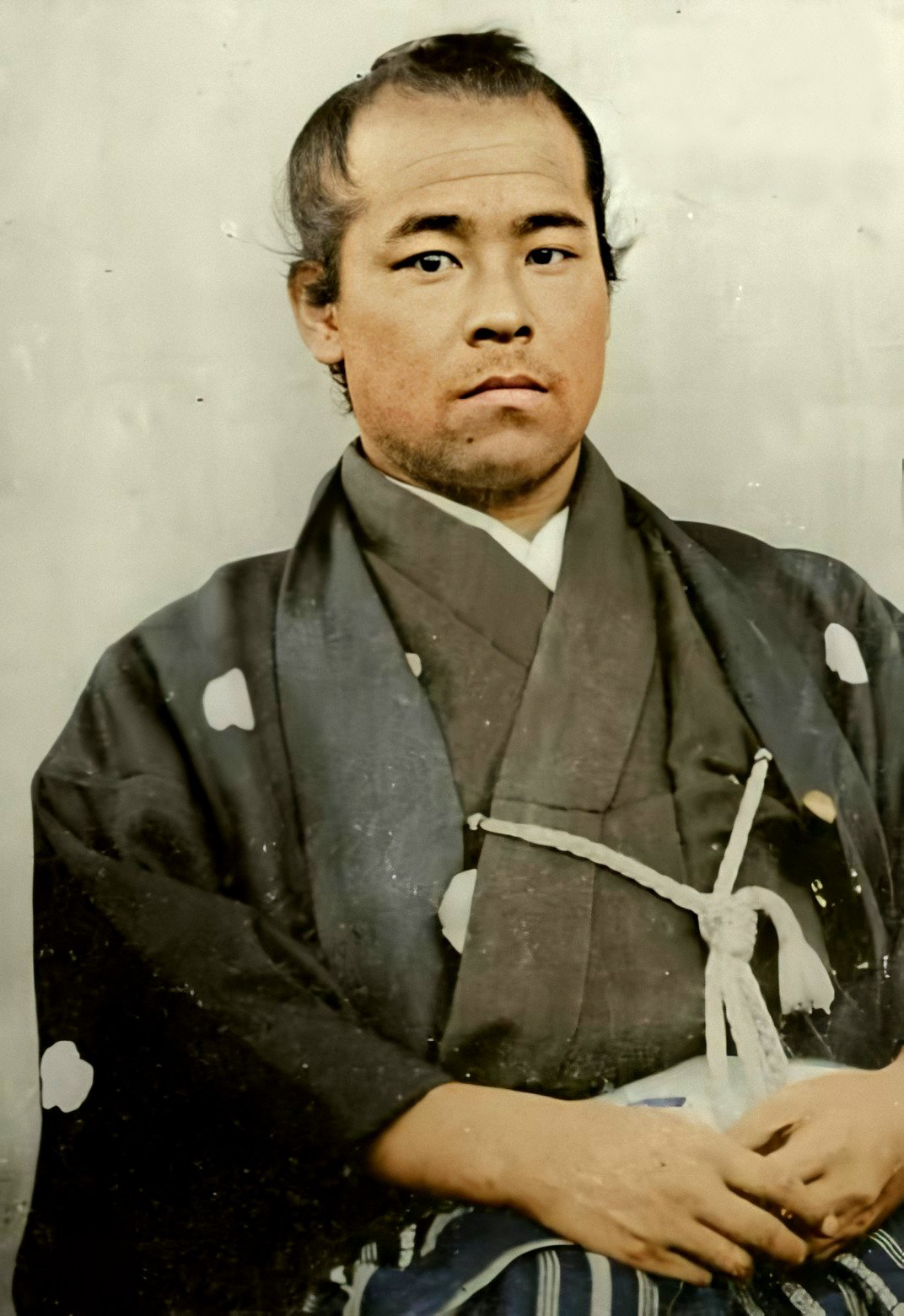
後藤 象二郎

蓬萊社（ほうらいしゃ）は、1873年（明治6年）2月（設立年月には異説あり）征韓論を主張して敗れ下野した後藤象二郎を中心に士族たち、島田組・鴻池組などの関西商人、上杉・蜂須賀などの旧大名らなど後藤象二郎の幅広い人脈によって設立された会社。金融・為替業および高島炭鉱経営の他、海運業、洋紙製紙業、近代的機械精糖業、神岡鉱山経営などと幅広く業務を手がけたが、経営は不振で1876年（明治9年）8月　わずか3年半ほどの期間で倒産している。後藤の経営は大隈重信の言葉によると「士族の商売」であり、前時代的であり過ぎたが、資本の有限責任性や持分資本家と機能資本家の分離など時代の先を行く面もあり、また洋紙製紙業、近代的機械精糖業は結果的には事業に失敗したとはいえ、それぞれ日本における嚆矢であり時代的意義は大きい。後藤は蓬萊社の事業失敗で巨大な借金をかかえるが、その後も政界で活躍する。銀座汐留にかかっていた木橋は蓬萊社の資金で石橋に架け替えられたため蓬萊橋と名付けられ、現代に蓬萊橋交差点としてその社名を残している

## 設立の経緯

### 大阪商人の思惑
1. 明治政府は通商司の管理下で通商・為替会社を置き、全国的商品流通機構の再編を目指していた。これらの通商・為替会社は中央銀行以下近代的な銀行が整備された将来には役割を終えるものと考えられていたが、明治初頭の時期では大阪商人たちが再編の波に乗る機会でもあった。通商・為替会社の傘下の機能を持つ三陸商社や三越商社、先収会社などの商社が設立されたのもこの時期である[9]。
2. 農民からの年貢米を換金し流通させる貢米買受業務とそれから派生する公金取り扱い業務(為替方)は三井組・小野組・島田組などが扱っていた。貢米買受業務および無利子で巨額の公金を扱う為替方のメリットは大きかったが、その業務に参加するには巨額の資本と米穀流通や為替に関する知識も必要であった。鴻池などの大阪商人たちもこれらの業務に携われるだけの条件を備えており、大阪商人たちは共同で会社を作りそれによって貢米買受業務や為替方業務を担うことを期待していた[9]。
3. 鴻池らの大阪商人たちは江戸時代、大名家に多額の貸し付けをしていたが、明治維新によって幕藩体制が崩れても各大名家への膨大な貸し付け(旧藩債)は残っていた。大阪商人たちはその旧大名たちの債務を新政府が引き受けることを期待し、明治元年-2年大阪府知事を務め接触のあった後藤象二郎にそれを頼み、代わりに旧大名たちの債務を引き受けた新政府が払った資金を後藤の設立する会社に出資することを約束した[10]。

### 後藤象二郎の思惑
後藤は薩長が権力をふるう政府を見て、薩長を抑制するために民間の勢力を養成し下から薩長藩閥政府を打破して国民政府を作らねばならないと考えていた。後藤は自ら野に下り商人となって商業を興し、ひいては一般国民の力を盛り上げようと考えた。後藤自身は実務に暗いので、後藤よりは実務に明るい大隈重信に賛助を求めた。しかし、大隈からは後藤や自分では「士族の商法」で失敗すると反対された。大隈からは反対されたものの後藤は会社設立に突き進む。後藤は会社設立の動きを進めながらも、政府内では西郷、板垣、江藤、副島らと共に征韓論を唱える。しかし1873年（明治6年）10月征韓論者は敗れ野に下る。後藤も同じく参議を辞職し蓬萊社経営に専念することになる。

### 資本と参加者の変遷
前節で述べたそれぞれの思惑、つまり、旧大名家への貸し付け(旧藩債)が焦付くことを恐れ、また新しい通商・為替会社の必要を感じた大阪商人は後藤象二郎の政治力によって旧藩債を明治政府の国債として回収することを期待し、それを後藤の会社に投資することで貢米買受業務および為替方に参加する一石二鳥を考え、後藤も多額の資金を自分の会社に導入できるというメリットがあり両者の利害が一致し会社設立計画は進む。
1873年（明治6年）3月の蓬萊社出資計画では鴻池善右衛門の120万円、長田作兵衛(加嶋屋)71万円、和田久左衛門(辰巳屋)50万円、高木五兵衛(平野屋)49万円、石崎喜兵衛（米屋）30万円など大阪商人から340万円（ほとんどが現金ではなく大名貸付を転換した国債にての出資）と旧大名である上杉斉憲と蜂須賀茂韶からの105万円　計445万円を予定していた。しかし、この計画はもろくも崩れる。蓬萊社参加予定者だった長田作兵衛と高木五兵衛の分家の百武安兵衛は蓬萊社が扱うはずの広島県の公金を流用してしまい、その穴埋めを蓬萊社に参加する大阪商人たちがさせられたのである。さらに大阪商人たちの旧藩債は大幅に減額され、鴻池は120万円の大名貸債権が30万円しか回収できなかった。これらのことによって大阪商人たちは蓬萊社への参加・出資を取りやめる意向に変化した。後藤の慰留により大阪商人たちは名目上は蓬萊社に残るものの事実上の出資は行われず、後藤は蓬萊社の計画を大幅に見直さなければならなかったのである。
1874年（明治7年）8月、後藤らは大阪商人らと協議し、改めて規約を制定する。1874年の新たな出資予定では上杉斉憲26万円、蜂須賀茂韶24万円、後藤と親しかった京都の豪商島田八郎左衛門25万円、同じく島田善右衛門25万円、後藤象二郎8万円以下合計で250万円と大きく出資者を変え金額も減り、大阪商人たちは一応名前だけは残すものの出資金額は未定となっていた。つまり当初の大阪商人と後藤の会社の予定が、まったく異なってしまったのである。しかも新たな出資予定の250万円も全額が出資されたわけではなく、現実に払われた資本金は少なかった。大町桂月の後藤象二郎伝記ではわずか十数万円程度とさえされている。このように最初から予定外の船出であったが、にもかかわらず後藤は様々な事業に手を染めていくのである。

## 事業
蓬萊社の事業は史料が十分には残っておらず詳細は不明な点も多い。わかっている中で大まかに蓬萊社の事業について述べる。

### 年貢米買請・石代金納業務
蓬萊社の正式な発足の前、1872年（明治5年）にすでに大阪商人たちの連名で三潴県・小倉県・福岡県・名東県・岡山県・東肥県(白川県・八代県)の6県（いずれも明治初頭の旧制度の県）で年貢米買請業務引き受けを申請し許可されている。蓬萊社の正式な発足前なのでこれは蓬萊社の前身の六海社としての受けたと思われている。蓬萊社がこれを引き継いだのは確実である。

### 府県為替・官金取扱い業務
蓬萊社は広島県と三潴県および陸軍省の公金を取り扱っている。また史料は残っていないが、前述した年貢米買請業務を担当した小倉県・福岡県・名東県・岡山県・東肥県(白川県・八代県)でも年貢米買請業務と関連した公金取り扱い業務を行っていた可能性は高い。

### 金融業務
蓬萊社では商品取引に対する貸し付け業務も行っている。しかし、生産以前の商品に対する貸し付けは行わず、船や不動産、畜類、銃弾などの取引に対しても貸し付けは行わなかった。また旧藩札の交換業務も行っていた。旧藩札の交換業務では交換手数料のほか相場変動に応じた取引での売買で利潤も上げていたとみられる。

### 石炭業
後藤象二郎は蓬萊社の名前で1874年（明治7年）11月55万円(内20万円は即納)にて高島炭鉱の払い下げを受けている。高島炭鉱は蓬萊社の経営というよりも後藤個人の経営という面が強かったが、後藤は代金の即納分20万円を用意できずジャーディン・マセソン商会から20万ドル（西南戦争までは1ドル＝1円）借り受けている。さらに1875年（明治8年）3月ジャーディン・マセソン商会から40万ドルを借りて排水ポンプや巻揚機械を装備している。炭鉱はある程度順調に出炭するものの工夫48人が死亡するガス爆発事故や他にも火災事故、コレラ発生などがあり、炭鉱事業で特に利益を上げることもできず、蓬萊社の負債を炭鉱事業で穴埋めすることはできなかった。蓬萊社倒産後も後藤はしばらく高島炭鉱を所持し続けるが、結局高島炭鉱経営で後藤が負ったジャーディン・マセソン商会からの総額100万ドルの負債はまったく返せなないままだった。1881年（明治14年）1月、ジャーディン・マセソン商会は後藤に対する利子込の債権110万ドルを放棄、20万ドルの返済で合意し、高島炭鉱はその20万ドルを立て替えた三菱の手に渡る。三菱高島炭鉱の始まりである。

### 海運業
大町桂月の伝記『伯爵後藤象二郎』によれば蓬萊社は蒸気船5隻を持っていたとのことである。北海道や九州などとの海運業に加え貿易業（ジャーディン・マセソン商会との事業）にも携わったとされるが、大町桂月の伝記以外の史料は乏しく詳細は不明である。

### 製糖業
蓬萊社では正式な設立後まもなく製糖事業を計画している。商人・士族らの会社である蓬萊社がなぜ工場経営に手を出そうと考えたのかについては不明だが、1873年（明治6年）3月蓬萊社の資本家の一人島田八郎左衛門は大阪在留のイギリス商人キルビーにイギリス製の搾汁機と精製機を注文している。搾汁機はサトウキビを搾って白下糖(粗糖)を作り、精製機はそれを精製して精製糖(白砂糖)にする機械である。それらの製糖機を動かすためイギリス人技師を招聘し、また工場経営の実務に当たる英語に堪能な実業家として真島襄一郎を招聘した。工場敷地は大阪中之島の官有地の払い下げを受け、機械とイギリス人技師は1874年（明治7年）に到着し工場建設が開始された。しかし、機械とイギリス人技師が到着したころではすでに蓬萊社の経営は苦しく機械・建物を担保にして大阪府から借金し、1874年（明治7年）11月工場は完成する。しかしイギリス人技師の技術は未熟で砂糖の生産にこぎつけないうちに蓬萊社の経営は立ち行かなくなり、1876年（明治9年）4月中之島工場の機械・建物・設備および債務・債権の一切を蓬萊社は真島襄一郎に譲渡する。
真島襄一郎はその後なんとか少量の砂糖の生産にこぎつけ、1880年（明治13年）には年に200トンあまりの砂糖を生産するが経営は依然として困難で、圧搾はやめ精製のみ行ったりしたが、結局は1882年（明治15年）、機械・工場を他人に売り渡す。しかし、他人の手に渡った後も大阪中之島での製糖業は成功することはなかった。
結局は失敗したとはいえ、それまでは在来型の製糖法しかなかった日本において蓬萊社の近代的機械製糖業は草分け的存在ではあった。

### 製紙業
大阪商人高木五兵衛(平野屋)の分家である百武安兵衛は1870年（明治3年）、伊藤博文に同行してアメリカに渡ったが、アメリカで視察した製紙工場の先進性を見て関心を持ち、自分も日本で洋紙製造にあたろうと考えた。百武は当初アメリカ製製紙機械を購入しようとしたが交渉は上手くいかず、代わりにイギリス製製紙機械を発注する。しかし、イギリス製製紙機械が日本に到着する前に百武安兵衛も本家の平野屋も経営が苦しくなり、発注済の製紙機械を蓬萊社に引き取ってくれるよう依頼した。蓬萊社は躊躇するものの結局明治6年10月機械を引き取ることにした。蓬萊社では大阪府から融資を受けたうえで、ほぼ同時に進行していた製糖事業と同所大阪中之島の工場にこれを設置した。1874年（明治7年）末に完成した工場にはイギリス人製紙技師を雇い、製紙工場の経営は製糖工場と並行して真島襄一郎が担当した。1875年（明治8年）2月には製紙機械の試運転を開始するまでになった。中之島工場で上手くいかなかった製糖業とは違い、製紙業は1876年（明治9年）には3万円以上の売り上げを達成し事業は緒に就いたが、蓬萊社本体の経営不振で、1876年（明治9年）4月大阪中之島工場の製紙業・製糖業設備機械すべての債務債権の一切を真島襄一郎に譲渡し蓬萊社としての製紙・製糖業は終了する。
蓬萊社の大阪中之島工場の製紙・製糖業の一切を譲り受けた真島襄一郎はこれを大阪紙砂糖製造所と称して経営を始めるが、前述のとおり製糖業は失敗し、製紙工場も一時は好況であったが、後に不況となり1882年（明治15年）以降経営者がたびたび替り、紆余曲折を経て樺太工業に吸収され、樺太工業も1932年（昭和7年）、王子製紙に吸収合併される。
真島襄一郎は旧蓬萊社の製紙工場を手放したのちも製紙業界にとどまり、明治の製紙業で名を残す。
なお、蓬萊社は旧大名浅野長勲の有恒社の1874年（明治7年）に次いで日本で二番目に早い洋紙製造開始であった。王子製紙の前身である抄紙会社の洋紙製造開始はわずかに蓬萊社より後になる。

### 神岡鉱山経営
蓬萊社は飛騨高山に営業所（高山分局）を設け、神岡鉱山事業にも手を伸ばしている。蓬萊社は高山の地元商人などに出資を求め、その出資金の10倍の貸付金を用意した。これはもしも損失を出したときに地元資本に負担させる意図であった。蓬萊社は神岡の諸鉱山のうち鹿間鉱山・前平鉱山に貸し付けを行う。しかし、これらの鉱山の経営は順調ではなく、蓬萊社高山分局は漆山鉱山と高山鎔製所を買収して自ら直接鉱山経営に当たろうとまでした。本社から了解をとって交渉したものの、実際の契約時には蓬萊社本社の資金繰りは苦しく高山に買収資金は届かず、結局は違約金を払う羽目にすらなって、その業務を停止した。

## 資本形態
蓬萊社の資本形態は日本初ではないものの、資本金に対して株券を発行したことと、今でいう「優先株式」「劣後債」に近い概念を導入したこと、株主の有限責任制を導入したこと、資本と経営の分離を考えていたことなどで明治初頭としては先進的な形態を持っていた。
日本では日本国郵便蒸気船会社などはすでに出資資本金に対して株券を発行し株式譲渡の自由性を確保していたが、明治初頭には株券を発行し株式譲渡の自由性を確保することはまだ一般的とは言えなかった。蓬萊社では1株を100円とし株券を発行していた。
蓬萊社では出資金250万円の半分を分益券、残り半分を保安券としていた。分益券は出資に対して利子を保証せず営業利益から配当を行ったものである。それに対して保安券は営業利益に関わらず年に8％の配当は約束するが、営業利益からの配当は分益券の半分で、つまり保安券は会社が利益を上げられなくとも最低限8％の配当は期待できるものの、会社が大きな利益を上げても分益券ほどの高配当は得られないものであった。逆に分益券は営業利益がなければ配当はないものが、営業利益が大きければ大きな配当を得られたものであった。保安券はまた会社解散に当たっても元本を保証されていた。いわば、分益券はハイリスク・ハイリターン、保安券はローリスク・ローリターンに近いものであったと思われる。
蓬萊社の特徴として出資者は有限責任制でつまり蓬萊社が債務超過で破たんしても出資金以上の損失は被らない。有限責任制は現代では普通のことであるが、明治初頭においては画期的な形態である。
また、蓬萊社は関係者の間での相異なる役割分担によって特徴つけられる会社であった。すなわち、旧大名の出資者は経営の実務に当たらない持ち分資本家、後藤ら士族は出資金は少ないものの経営管理者として、商人たちは資本を提供するとともに士族には不得手な商業実務の知識を提供する実務経営者という、それぞれの役割を果たしていた。

## 倒産
前述したように蓬萊社の制度には先進的な面もあったものの、予定した出資金が実際には少ししか集まらず資本不足であったこと、手を広げすぎた各事業が期待に反してあまり利益を上げられなかったことなどから、蓬萊社は1876年（明治9年）8月に倒産するのである。

## 蓬萊社の史料と研究
蓬萊社の一次史料は散失し残っているものは乏しく、鴻池家文書や大町桂月による伝記などわずかであり、したがって多くのことは不明である。蓬萊社の研究は鴻池家文書などを精緻に分析した宮本又郎によるものが最初であり、工業、鉱業など各論についてはそれぞれの専門家が分析を行っている。